# Paul Olin
Paul (Pale) Elmar Gunnar Olin, född 26 januari 1962 i Helsingfors, är en finländsk skådespelare, regissör och teaterchef. 

## Biografi
Olin studerade 1984–1989 vid Svenska social- och kommunalhögskolan och 1989–1993 vid Teaterhögskolan. Han arbetade först bland annat som musiklärare, mentalvårdare och projektledare inom den finlandssvenska ungdomsrörelsen, samt som journalist vid Rundradion 1986–1990. 
Olins första stora teaterprojekt var Teater Sirius, som uppstod kring Peter Weiss-uppsättningen Vandring för tre röster (1992). För den lilla, experimentella teatern Sirius regisserade han bland annat Pär Lagerkvists Barabbas (1995) och Bödeln (1997), det gregorianska sångspelet Trenne djäknar (1998), som turnerat bland annat i Tyskland, och vidare tillsammans med Peter Lüttge den burleska pjäsen Martin Luther och Thomas Münzer. Med den sistnämnda reste gruppen under kulturhuvudstadsåret 2000 över 14 000 km i Europa till bland annat Bryssel, Kraków, Bologna och Avignon. 
Försedd med en livlig humor drog Olin sitt strå till stacken för svenskan i finska skolor med sin medverkan som skådespelare i de turnerande pjäserna Jag O Tello (1998) och Råmeo & Juulia (1996) – ett av svensklärarna mycket uppskattat initiativ av Svenska Teatern. Han regisserade också 2003 Svenska Teaterns ungdomssuccé musikalen Kick (text: Marina Meinander, musik: Carita Holmström). Han var chef för Wasa Teater 2004–2007 och utnämndes 2015 till konstnärlig ledare för Unga teatern. 
Han tilldelades Bergbomska priset 2016.